# Wildmahdspitze
Wildmahdspitze är en bergstopp i Österrike.   Den ligger i distriktet Reutte och förbundslandet Tyrolen, i den västra delen av landet, 500 km väster om huvudstaden Wien. Toppen på Wildmahdspitze är 2 489 meter över havet, eller 116 meter över den omgivande terrängen. Bredden vid basen är 0,33 km.
Terrängen runt Wildmahdspitze är huvudsakligen bergig. Runt Wildmahdspitze är det ganska glesbefolkat, med 26 invånare per kvadratkilometer.. Närmaste större samhälle är Mittelberg, 12,0 km nordväst om Wildmahdspitze. 
Trakten runt Wildmahdspitze består i huvudsak av gräsmarker.